# French Open

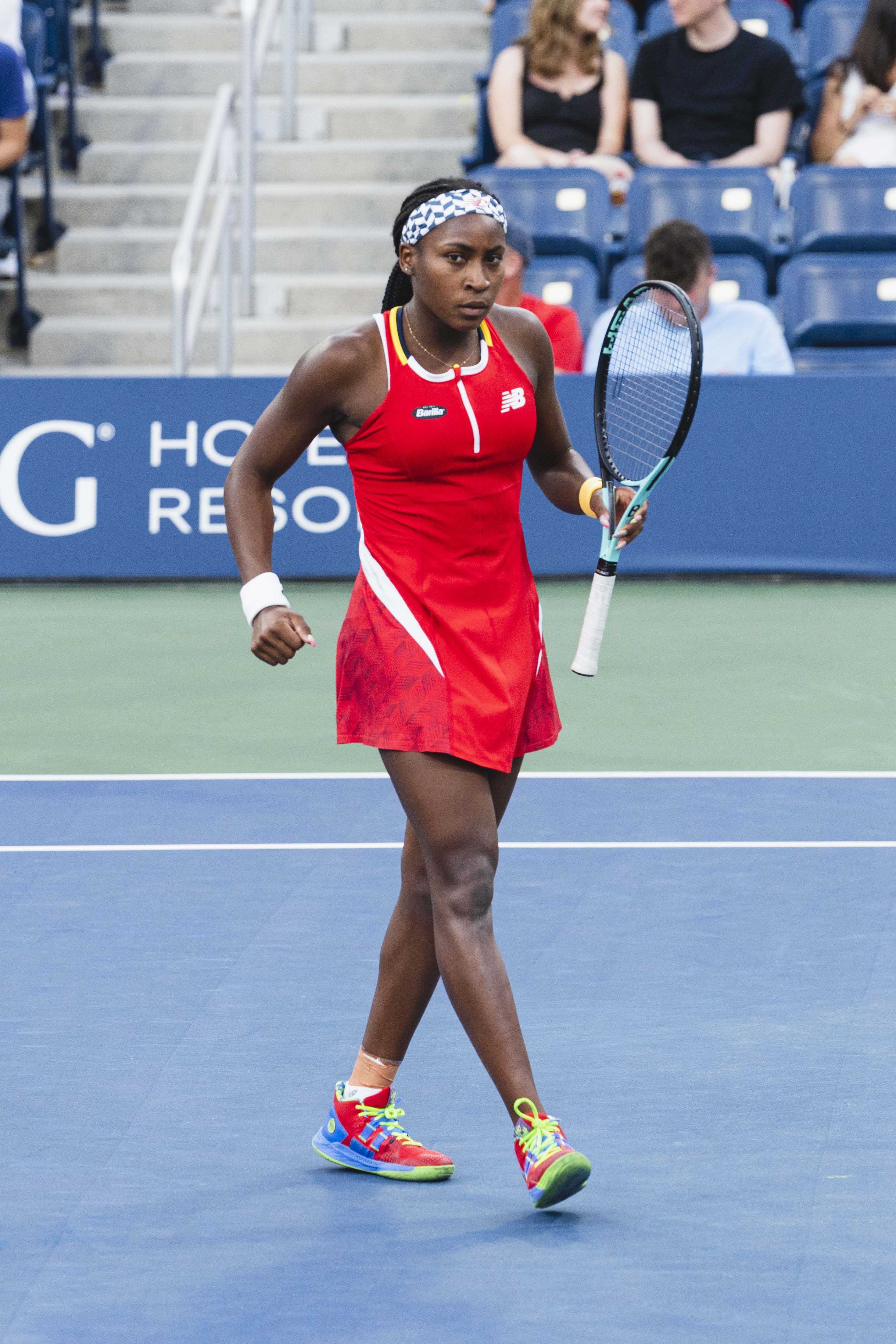
Coco Gauff, zwyciężczyni w 2025

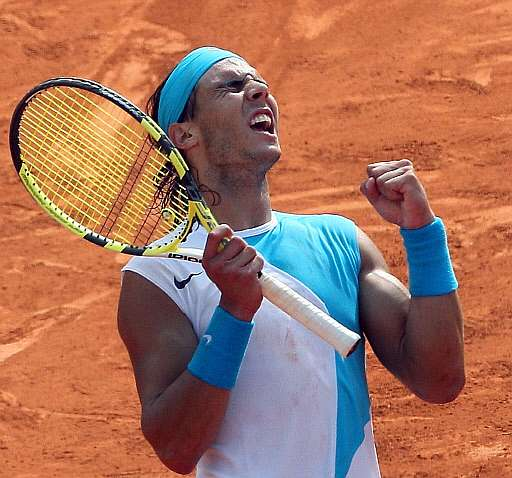
Czternastokrotny triumfator Rafael Nadal

French Open, Roland-Garros – międzynarodowe mistrzostwa Francji w tenisie, jeden z czterech turniejów zaliczanych do Wielkiego Szlema rozgrywany w Paryżu na kortach imienia Rolanda Garrosa na przełomie maja i czerwca.

## Historia
Pierwszy turniej pod nazwą Championnat de France został rozegrany w 1891 i miał lokalny charakter. W 1897 do udziału dopuszczono kobiety. W 1912 zmieniono nawierzchnię z trawiastej na mączkę ceglaną (do tego czasu grano w tenisa wyłącznie na kortach trawiastych). W 1925 do rozgrywek dopuszczono najlepszych graczy spoza Francji i zmieniono nazwę turnieju na Championnats Internationaux de France. Powrócono wtedy na chwilę do kortów trawiastych (1925–1927).
Po zwycięstwie Francji w Pucharze Davisa (1927), zbudowano nowy stadion, nazwany imieniem bohatera I wojny światowej, Rolanda Garrosa, na którym turniej odbywa się do dziś. Zmieniono jednocześnie nazwę mistrzostw na Tournoi de Roland-Garros (1928). W latach 1945–1947 Roland-Garros był rozgrywany po Wimbledonie, jako 3. turniej wielkoszlemowy. W 1968 mistrzostwa Francji stały się pierwszym wielkoszlemowym turniejem „open”, zezwalającym na start zarówno profesjonalistom, jak i amatorom.
Od 1981 przyznaje się specjalne nagrody dla graczy – Prix Orange (za postawę fair play), Prix Citron (osobowość turnieju) oraz Prix Bourgeon (rewelacja roku). W 2007 zrównano pule nagród pieniężnych w rozgrywkach męskich i kobiecych. Główna nagroda dla zwycięzcy w 2022 roku wyniosła 2 200 000 euro. Od 2008 oficjalna nazwa turnieju brzmi Roland-Garros Tournament.
| Etap        | Punkty rankingowe WTA | Punkty rankingowe ATP |
| ----------- | --------------------- | --------------------- |
| Zwycięstwo  | 2000                  | 2000                  |
| Finał       | 1300                  | 1200                  |
| Półfinał    | 780                   | 720                   |
| Ćwierćfinał | 430                   | 360                   |
| 4. runda    | 240                   | 180                   |
| 3. runda    | 130                   | 90                    |
| 2. runda    | 70                    | 45                    |
| 1. runda    | 10                    | 10                    |

Nawierzchnia ziemnego kortu w Paryżu wykonana jest z czerwonej mączki, a piłka po odbiciu się od niej zwalnia, robiąc przy tym wysoki kozioł. Sprawia to, że mocny serwis przestaje być dużym atutem na tej nawierzchni. M.in. dlatego niektórzy najwyżej notowani zawodnicy, np. Pete Sampras, Jimmy Connors, Boris Becker, Lindsay Davenport czy Martina Hingis nie zdołali tu nigdy wygrać i, co za tym idzie, skompletować Wielkiego Szlema. Innym tenisistom z kolei nawierzchnia ta odpowiada tak bardzo, że poza Paryżem nie wygrali żadnego innego turnieju wielkoszlemowego.
Najwięcej zwycięstw w paryskiej imprezie wśród mężczyzn odnieśli:
- Rafael Nadal, Hiszpania – 14 razy (2005–2008, 2010–2014, 2017–2020, 2022),
- Max Décugis, Francja – 8 razy (1903–1904, 1907–1909, 1912–1914),
- Björn Borg, Szwecja – 6 razy (1974–1975, 1978–1981),
- Henri Cochet, Francja – 5 razy (1922, 1926, 1928, 1930, 1932).

Wśród kobiet najwięcej zwycięstw zanotowały:
- Chris Evert, Stany Zjednoczone – 7 razy (1974–1975, 1979–1980, 1983–1985),
- Steffi Graf, Niemcy – 6 razy (1987–1988, 1993, 1995–1996, 1999),
- Suzanne Lenglen, Francja – 6 razy (1920–1923, 1925–1926),
- Margaret Smith Court, Australia – 5 razy (1962, 1964, 1969–1970, 1973),
- Françoise Masson, Francja – 5 razy (1897–1899, 1902–1903).

Ivo Karlović w meczu 1. rundy turnieju w 2009 zaserwował 55 asów przeciwko Lleytonowi Hewittowi, bijąc dotychczasowy rekord mistrzostw Andy Roddicka z 2001 o 18 piłek. Był to jednocześnie drugi wynik w całej historii światowego tenisa (lepszy był tylko Ed Kauder – 59 asów w turnieju U.S. Championships 1955).

## Puchary
Zwycięzcy turnieju otrzymują puchary zaprojektowane i wykonane przez słynną, paryską firmę jubilerską La Maison Mellerio, która powstała w 1613 roku.
- singiel mężczyzn – Coupe des Mousquetaires (Puchar Muszkieterów)
- singiel kobiet – Coupe Suzanne Lenglen
- gra podwójna mężczyzn – Coupe Jacques Brugnon
- gra podwójna kobiet – Coupe Simone Mathieu
- miksty – Coupe Marcel Bernard

Po każdej wygranej nazwisko zwycięzcy zostaje wypisane na oryginalnym pucharze (wykonanym ze srebra), a zawodnicy otrzymują mniejsze repliki wykonane również przez La Maison Mellerio.

## Plan kortów im. R. Garrosa

## Rekordy
| Rekord                                     | Kobiety                                    | Mężczyźni                               |
| ------------------------------------------ | ------------------------------------------ | --------------------------------------- |
| najwięcej tytułów (łącznie)                | Suzanne Lenglen (15)                       | Max Décugis (29)                        |
| najwięcej tytułów (gra pojedyncza)         | Chris Evert (7)                            | Rafael Nadal (14)                       |
| najwięcej tytułów z rzędu (gra pojedyncza) | Suzanne Lenglen (4)                        | Rafael Nadal (5)                        |
| najwięcej tytułów (gra podwójna)           | / Martina Navrátilová (7)                  | Max Décugis (14)                        |
| najmłodsi mistrzowie                       | Monica Seles 1990, 16 lat, 6 miesięcy      | Michael Chang 1989, 17 lat, 3 miesiące  |
| najstarsi mistrzowie                       | Zsuzsa Körmöczy 1958, 33 lata, 10 miesięcy | André Vacherot 1901, 40 lat, 9 miesięcy |
| ostatni francuscy triumfatorzy             | Mary Pierce (2000)                         | Yannick Noah (1983)                     |